# Lauste
Lauste est un quartier du district Varissuo-Lauste à Turku en Finlande,.

## Description
Lauste est un quartier de l'est de Turku, près de Kaarina.
Le quartier est construit depuis les années 1970 et son parc immobilier est principalement composé d'immeubles résidentiels conçus et construits par Rakennusliike Puolimatka.
Lauste compte une école, une maternité, des commerces et magasins et trois jardins d'enfants.

## Transports
Les lignes de bus 9 et 60 et la ligne de nuit 33 vont directement au centre-ville de Turku. La ligne 99 mène d'une part jusqu'à Länsikeskus via Itäharju et le Prisma de Tamperentie et jusqu'à Perno et Pansio, d'autre part via Skanssi jusqu'à Ilpoinen, Harittu et Uittamo.
Les travailleurs sont desservis par les lignes 90 et 91 vers Perno et Pansio via Uittamo.
La ligne P2 des Transports publics de la région de Turku (fi) dessert aussi Lauste.

## Galerie

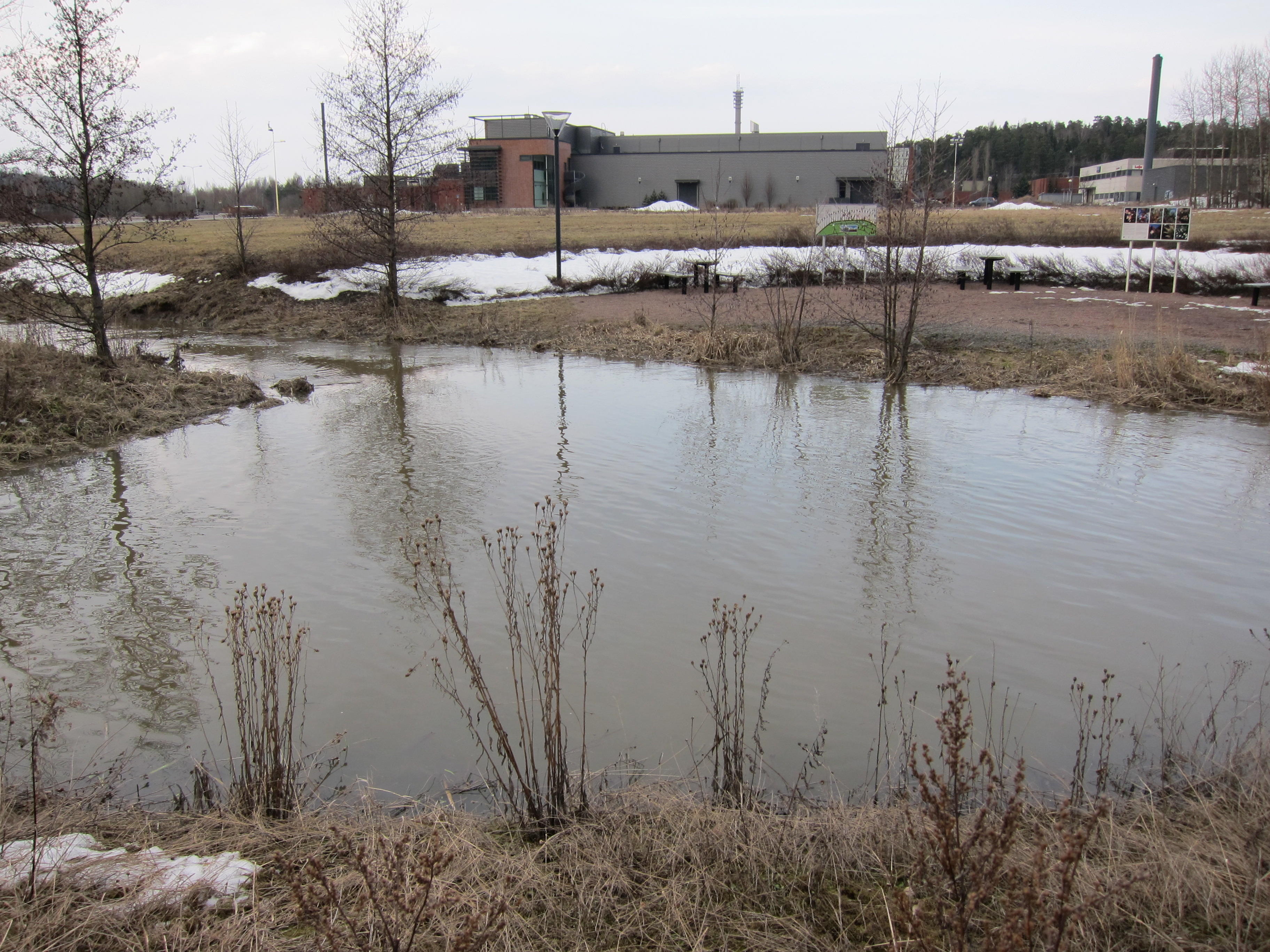
Jaaninoja à Biolaakso.
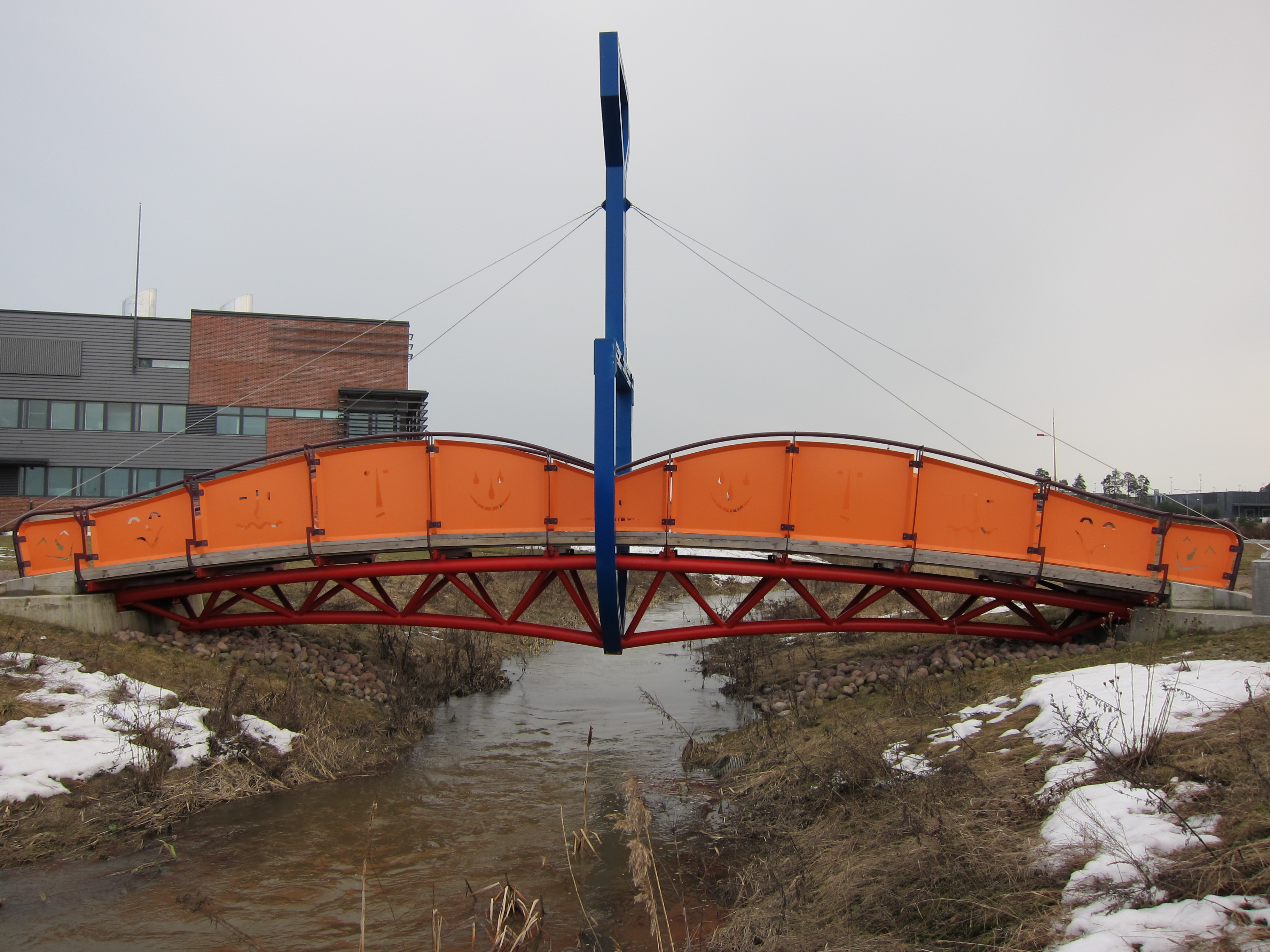
Jaaninoja à Biolaakso.
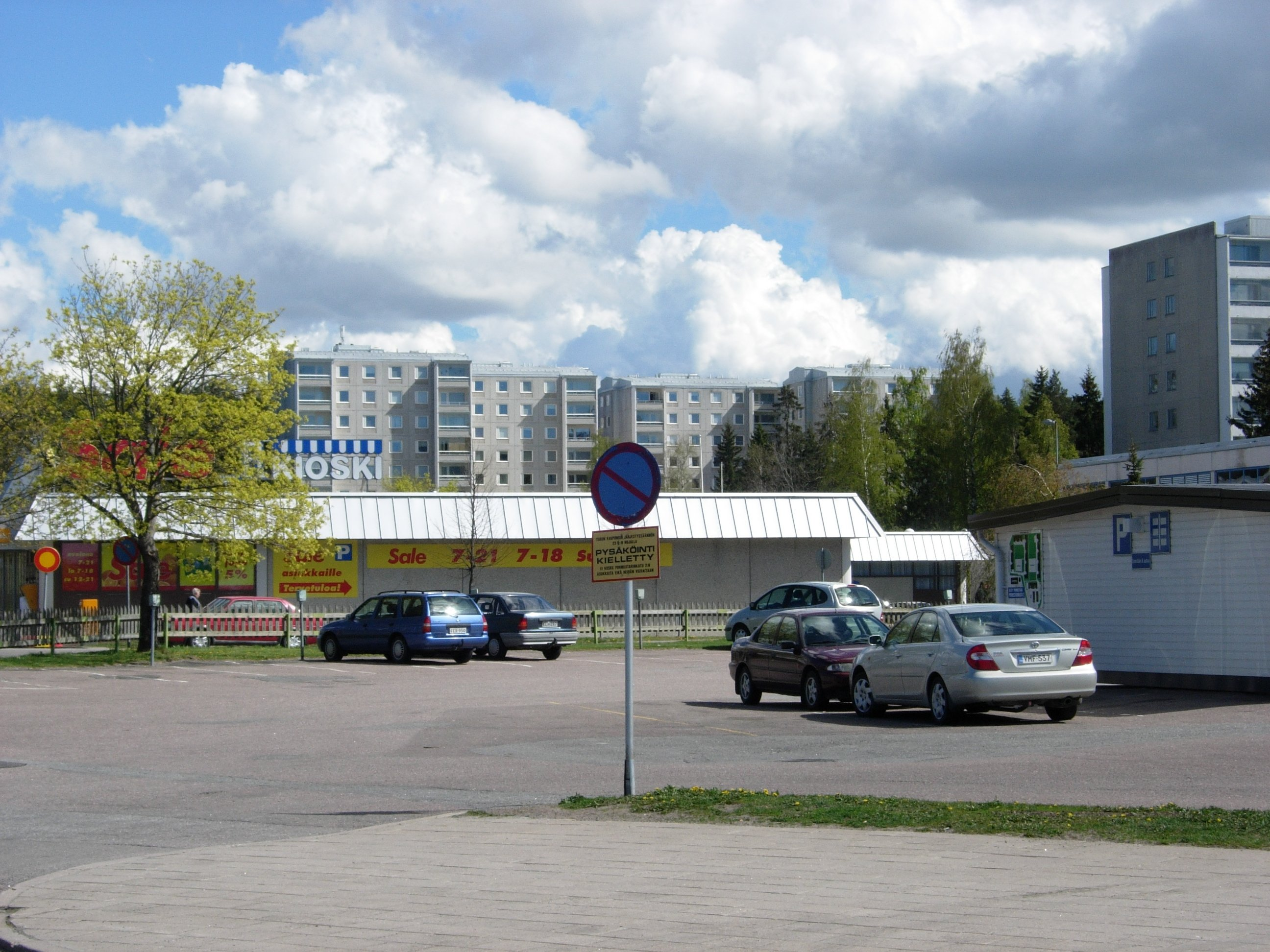
Centre de Lauste.
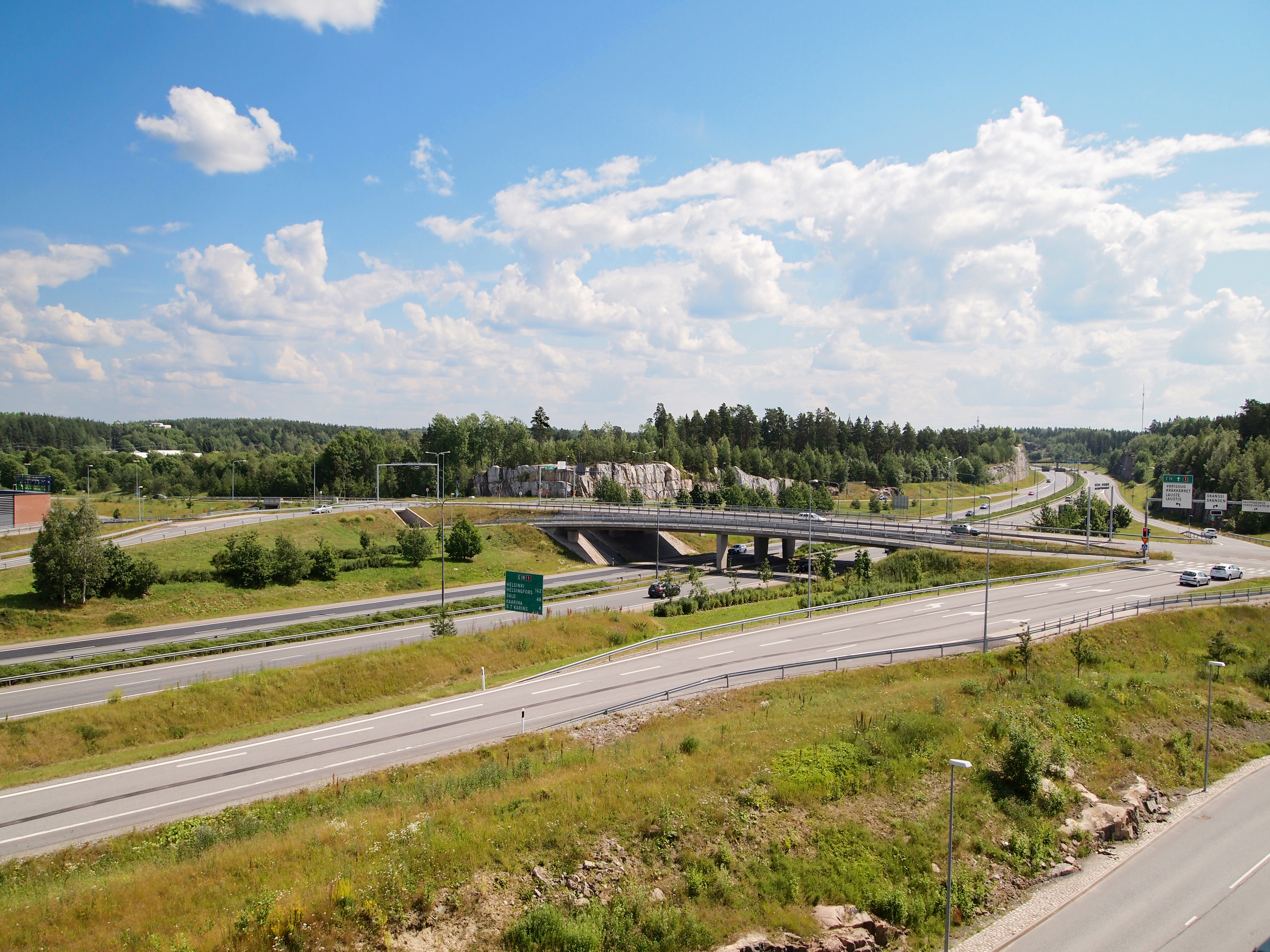
La valtatie 1 à Lauste.